# Příze tvarované vzduchem
Příze tvarované vzduchem
jsou délkové textilie z multifilamentů vzniklé dvěma rozdílnými postupy výroby:
- příze tvarované studeným stlačeným vzduchem s dodatečnou stabilizací zákrutem[1]

- tvarované příze s dodatečně rozvlákněnými a spletenými elementárními vlákny s pomocí zvířeného horkého vzduchu (intermingling)[2]

## Tvarování studeným vzduchem
Princip: Rozvolnění multifilamentu na elementární vlákna a jejich deformace do smyček s pomocí stlačeného vzduchu. Materiál prochází tryskou (přiváděcí rychlost je až o 20 % vyšší než odvádění z trysky), kde jej proud vzduchu vrhá na rozrazovou plochu, na které se z jednotlivých vláken vytvářejí smyčky. Smyčky odstávají z povrchu příze, jejich velikost a poloha se musí stabilizovat následujícím zakrucováním příze.

### Výrobní zařízení
Na strojích na tvarování vzduchem probíhá příze před tvarovacím tryskou obvykle přes ohřívací válce, za tryskou (případně) následuje stabilizace tvaru příze pařením a navinování na cívky rychlostí do cca 1000 m/min. Tlak vzduchu ve tvarovací trysce dosahuje až 10 bar, spotřeba na jednu trysku cca 5 m³/hod.

### Použití
Běžně se tvarují příze z polyesteru, polyamidu a polypropylenu. Příze má nízkou roztažnost, pevnost se udává průměrně s 6 g/dtex. Prodává se většinou pod značkou Taslan®.
Touto technologií se dají zpracovávat na strojích bez horkých elementů také filamenty z viskózy a z acetátu.
Použití: tkané a pletené sportovní oděvy, bytové textilie, šicí nitě
Technologie tvarování vzduchem byla vyvinuta u firmy DuPont v 50. letech 20. století. V Československu se vyráběla v 70. a 80. letech tímto způsobem příze pod značkou Mirlan na strojích se speciální tryskou české konstrukce, jejíž patent převzala v roce 1977 švýcarská firma Heberlein.

## Tvarování splétáním vláken zvířeným vzduchem (intermingling)
Asi o 20 let později bylo vyvinuto tvarování zvířeným vzduchem s označením intermingling, (nebo také interlacing, tangling aj).
Princip: Filamentová příze prochází s určitým napětím tryskou, kde na ni působí v kolmém směru silně stlačený horký vzduch. V proudu vzduchu vzniká víření způsobující rozdělení svazku příze na jednotlivá vlákna, která se následovně stlačují dohromady tak, že vytvářejí pravidelně rozmístěné spletence, či uzlíky. Spletence z 50-100 jednotlivých elementárních zpevňují přízi tak, že může být bez dalšího zakrucování použita k textilnímu zpracování. Intenzita splétání se dá rozlišovat podle počtu uzlíků na metr příze a označuje se jako
- Semi Intermingle (SIM) se 40-50
- High Intermingle (HIM) se 100-120 uzlíky.[2]

### Výrobní zařízení
Zařízení na tvarování rozvířeným vzduchem se stavějí zpravidla jako agregáty spojené se zvlákňovacím strojem. Obvyklá sestava:
Zvlákňování – dloužení – tvarování – intermingling – chlazení – navíjení.
Vzduch na intermingling se ohřívá na 160-220 °C a stlačuje na 5-8 bar, známé je také použití přehřáté páry jako media (spotřeba cca 1 kg páry na 1 kg příze).

### Použití
Zvířeným vzduchem se tvarují většinou polypropylénové příze o celkové jemnosti 66-550 tex, polyester a polyamid s jemností 66-330 tex. Při tvarování se dají směsovat filamenty i z více zvlákňovacích trysek až ve třech různých barvách, hotová příze se navíjí rychlostí až 5000 m/min, výroba zařízení dosahuje kolem 3000 kg denně. Příze s označením BCF se používají téměř všechny na vlasovou výplň všívaných koberců, známé je také použití na pneumatikové kordy.